# Jorge Coroado
Jorge Coroado (Carnaxide, Oeiras, 23 de Março de 1956) é um ex-árbitro internacional português da modalidade desportiva futebol 11.
É empregado bancário, praticante de atletismo entre 1972 e 1975 no clube de que era adepto, o Clube de Futebol Os Belenenses

## Carreira
Em 1975 iniciou a carreira na arbitragem, a qual durou até 2001 e da qual os onze últimos anos foram feitos com as insígnias da FIFA. Arbitrou duas meias-finais da Taça das Taças, uma final do torneio de Toulon e outra do Dallas Cup (Super Group).
Foi agraciado com duas medalhas de ouro: mérito desportivo do Governo da República e da Câmara Municipal de Oeiras. É sócio de mérito da Federação Portuguesa de Futebol e honorário da Associação de Futebol de Lisboa. Foi vice-presidente da Assembleia Geral do Clube de Futebol Os Belenenes nas épocas 2007/2008 e 2008/2009, chegando mesmo a desempenhar as funções de presidente da mesa, depois da demissão em Setembro de 2008 do então presidente do clube Fernando Sequeira.
É comentador televisivo e jornalístico na área da arbitragem de Futebol 11, tendo já passado também pelos microfones de duas rádios.
Foi candidato pelo PS e derrotado pela coligação PSD/CDS nas eleições de 2009 para a junta de freguesia dos Anjos (Lisboa).
Em 2013 avança para a segunda candidatura autárquica pelo PS, de que é militante desde 2008. Vai ser o candidato socialista à junta da união das freguesias de Oeiras e São Julião da Barra, Paço de Arcos e Caxias.